# Svitlana Azarova
Svitlana Azarova (ucraniano: Світлана Азарова) es un compositora ucraniano-holandesa de música clásica contemporánea nacida el 9 de enero de 1976 en la RSS de Ucrania de la Unión Soviética.

## Primeros años
Después de haberse graduado del Instituto Pedagógico de Izmail como profesora de música en 1996, Svitlana ingresó en el Conservatorio Estatal de Odessa A.V. Nezhdanova, donde estudió con el profesor Olexander Krasotov y más tarde, hasta su graduación como compositora en 2000, con la profesora Karmella Tsepkolenko.
En 2003 participó en los seis meses de Gaude Polonia, un programa de becas del Ministerio de Cultura de la República de Polonia, en la Academia de Música Frédéric Chopin en Varsovia con el profesor Marcin Blazewicz. Más tarde ese año, el Centro de Música de Dresde invitó a Svitlana a participar en el proyecto de beca pass_ПОРТ dentro del Dresdner Tage der zeitgenössischen Musik.
En 2005, con una beca de la sociedad KulturKontakt Austria, participó en la Novena Academia Internacional de Nueva Composición y Audio-Arte, Avantgarde Tirol con el profesor Boguslaw Schaeffer y el Dr. Richard Boulanger. Después de esta academia, fijó su residencia permanente en La Haya y en 2006 comenzó estudios de posgrado en el conservatorio de Ámsterdam con Theo Loevendie, donde obtuvo su Master en Música en diciembre de 2007.

## Composiciones
- 2019
  - Hoc Vinces! para orquesta sinfónica
- 2015-2016
  - Momo and the time thieves; the story of the child, who brought the stolen time back to the people ópera en dos actos para oequesta, coro y solistas.  Basada en la novela Momo de Michael Ende; contratada por el Ópera de Copenhague, en el Teatro Real de Copenhague.[3]
- 2014
  - Hundred thirty one Angstrom sinfonía para orquesta
- 2013
  - Concerto Grosso para violín, solo de viola y orquesta de cuerda
- 2011
  - Mover of the Earth, Stopper of the Sun para orquesta sinfónica (obertura), contratada por la ONDIF[4][5][6]
  - I fell into the sky... para solo de viola
- 2010
  - Pure thoughts transfixed sinfonía para orquesta[7][8][9][10]
- 2008
  - Beyond Context para orquesta de cámara, contratada por el Polish Institute en Kiev[11]
  - From this kind... para coro, metal y percusión, con textos de Oksana Zabuzhko
- 2007
  - 300 steps above para carillón
  - Trojaborg para solo de clarinete[12]
  - Epices para soprano, clarinete bajo, trompeta, percusión, piano y violín[13]
  - Un cortado para Michel para flauta barroca (flauta travesera) y banda sonora.
  - Onderdrukte Haast para quinteto de metales.
  - On Tuesdays para grupo con textos de Daniil Harms. Estreno mundial por Nieuw Ensemble
- 2006
  - Sounds from the Yellow Planet para ensamble y vocalista, interpretada por el virtuoso Nikolay Oorzhak.
  - Model Citizens para violonchelo y piano, contratada por Doris Hochscheid y Frans van Ruth[14]
  - Valentina's Blues para piano, contratada por Marcel Worms[15][16]
- 2005
  - Hotel Charlotte para cuarteto de cuerda
  - Dive for violin y piano
  - The Violinist's morning espresso para violín[17]
- 2004
  - Outvoice, outstep and outwalk para clarinete bajo[18][19]
  - Asiope for ensemble[1][20]
- 2003
  - Go-as-you-please para ensamble
  - Symphonic Lana Sweet para orquesta sinfónica
  - Slavic Gods para flauta, clarinete, acordeón y chelo
  - West - East para ensamble[1]
  - Don't go: not now para flauta, oboe y fagot
  - Feet on Fire para dos percusiones[21]
  - Funk Island pata corno bassetto y piano
- 2002
  - In the Icy Loneliness para dos chelos
  - Axis of Every Karuss... para clarinete, piano y chelo[22][23]
- 2001
  - As for the Clot it is Slowly...  para solo de tuba[22][24]
- 2000
  - The Dance of Birds para orquesta de cuerda[22]
  - Chronometer para piano[22][25]
- 1999
  - Symphonic Poem para orquesta sinfónica
  - Diagram  para 5 chelos
  - Punished by Love sobre versos de Ludmyla Olijnyk (en ruso), para soprano y piano
  - Sonata-Diptych para clarinete y piano